# 中国腐蚀与防护学会
中国腐蚀与防护学会是中华人民共和国腐蚀与防护科技工作者组成的群众性学术团体，是中国科学技术协会主管的社会团体，1979年11月成立。